# Tinodontidae
Tinodontidae são uma família de mamíferos extintos, e do grupo dos Symmetrodonta.

## Classificação
- Familia Tinodontidae Marsh, 1887
  - Gênero Tinodon Marsh, 1879
  - Gênero Gobiotheriodon Trofiamov, 1997